# Octobre 1953

## Évènements
- Birmanie : les deux mouvements communistes de guérilla (Drapeau Blanc et Drapeau Rouge) s'allient et lancent des émeutes dans la capitale Rangoon.
- Octobre - décembre : Les étudiants noirs parlent…, brochure éditée chez Présence Africaine qui exige l’indépendance.

- 3 octobre : James B. Verdin établit un nouveau record de vitesse à bord d'un Douglas XF4D Skyray atteignant 1 211,75 km/h[1].

- 4 octobre : démission du Premier ministre israélien, David Ben Gourion.

- 8 octobre : par une déclaration conjointe, Britanniques et Américains affirment vouloir rendre aux Italiens l’administration de la zone A du Territoire libre de Trieste.

- 9 octobre : première base de l'OTAN en Turquie.

- 10 octobre : lors de son procès, Fidel Castro prononce un long discours « L’histoire m’absoudra ». Il purge 11 mois de prison à l’île aux Pins puis bénéficie d’une amnistie générale concédée par Batista et s’enfuit vers le Mexique.

- 11 octobre : les agriculteurs barrent les routes de France.

- 14 - 15 octobre : massacre de Qibya. Opération de représailles israélienne contre un village de Cisjordanie à la suite d'un attentat.

- 16 octobre : 
  - élection législatives en Syrie : le Mouvement de libération nationale remporte 60 sièges parlementaires sur 82. Les partis traditionnels s’affrontent pour le pouvoir, laissant se développer des forces radicales nouvelles.
  - Discours de Fidel Castro devant le tribunal chargé de le juger après l'attaque manquée contre une caserne, La Moncada[2].

- 16, 17 et 18 octobre : états fédéraux des communes d'Europe à Versailles sous la présidence d'Édouard Herriot, Président de l'Assemblée nationale.

- 17 octobre : droit de vote féminin au Mexique.

- 19 octobre, France : fondation de l’Union de défense des commerçants et artisans par Pierre Poujade, pour lutter contre les contrôles fiscaux multipliés chez les commerçants pour juguler la hausse des prix.

- 21 octobre : Musée Guggenheim à New York (Frank Lloyd Wright).

- 22 octobre : traité franco-laotien d'amitié et d'association[3].

- 24 octobre : 
  - à Valence (Espagne), alternative de Manuel Jiménez Díaz dit « Chicuelo II », matador espagnol.
  - Premier vol de l'intercepteur américain Convair F-102 Delta Dagger sur la base d'Edwards.

## Naissances
- 4 octobre : 
  - Lui Temelkovski, homme politique canadien.
  - Tchéky Karyo, acteur français.
- 7 octobre : Tico Torres, batteur américain.
- 9 octobre :
  - Tony Shalhoub, acteur américain.
  - Denis Dufour, compositeur français.
- 12 octobre : Serge Lepeltier, personnalité politique française
- 15 octobre : 
  - Günther Oettinger, ministre-président de Bade-Wurtemberg.
  - Tito Jackson, guitariste américain († 15 septembre 2024).
- 20 octobre :
  - Bill Nunn, acteur américain († 24 septembre 2016).
  - Keith Hernandez, joueur de baseball américain.
  - Mariano Ramos, matador mexicain († 5 octobre 2012).
- 23 octobre : Arielle Boulin-Prat, animatrice de télévision et actrice française.
- 24 octobre : Aurlus Mabélé, chanteur congolais († 19 mars 2020).
- 25 octobre : 
  - Gérard Denizeau, écrivain français.
  - Mahamat Ahmat Alhabo, ministre et opposant tchadien.
- 26 octobre : Lauren Tewes, actrice américaine.
- 27 octobre : Michael A. Baker, astronaute américain.
- 28 octobre : Jean-Luc Bouilleret, évêque catholique français, évêque d'Amiens.
- 29 octobre : 
  - Denis Potvin, ancien joueur de hockey sur glace.
  - Irina Podnosova, juriste et juge russe († 22 juillet 2025).
- 30 octobre : Alexander Poleshchuk, cosmonaute russe.
- 31 octobre : Amadou Soumahoro, Homme d'État ivoirien († 7 mai 2022).
- octobre : Douglas Diamond, économiste américain.

## Décès
- 6 octobre : Amin Ali Nasser ad-Din, journaliste, romancier libanais (° 25 janvier 1876).
- 11 octobre : Morenito de Valencia (Aurelio Puchol Aldas), matador espagnol (° 26 mars 1914).
- 17 octobre : Emil-Edwin Reinert, réalisateur français.